# (2652) Yabuuti
(2652) Yabuuti es un asteroide perteneciente al cinturón de asteroides, descubierto el 7 de abril de 1953 por Karl Wilhelm Reinmuth desde el Observatorio de Heidelberg-Königstuhl, Alemania.

## Designación y nombre
Designado provisionalmente como 1953 GM. Fue nombrado Yabuuti en honor al historiador japonés Kiyosi Yabuuti.